# Parafia Wniebowzięcia Najświętszej Maryi Panny w Jezupolu
Parafia Wniebowzięcia Najświętszej Maryi Panny w Jezupolu – rzymskokatolicka parafia znajdująca się w Jezupolu, w archidiecezji lwowskiej, w dekanacie Halicz, na Ukrainie. W parafii nie rezyduje obecnie kapłan. Obsługiwana jest przez księży z parafii bł. Jakuba Strzemię i św. Hipolita w Haliczu.

## Historia
W 1598 ówczesny właściciel Jezupola (do 1597 miejscowość nazywała się Czeszybiesy) Jakub Potocki zbudował w miejscu spalonej przez Tatarów świątyni tymczasową małą drewnianą kapliczkę pw. NMP i założył parafię rzymskokatolicką, którą powierzył dominikanom.
Kościół został zamknięty w 1943. Później znacjonalizowany przez komunistów. Zwrócony wiernym w 2003.